# ني تشا (فلم 2019)
ني تشا هو فيلم تحريك حاسوبي  فنتازيا  مغامرة صيني إنتاج عام 2019.الفيلم مبني على الشخصية الأسطورية الصينية ني تشا.تم عرض الفيلم في أنحاء الصين في 26 يوليو 2019.

## روابط خارجية
- مقالات تستعمل روابط فنية بلا صلة مع ويكي بيانات